# Brian David Josephson
Brian David Josephson (ur. 4 stycznia 1940 w Cardiff) – brytyjski fizyk, laureat nagrody Nobla w dziedzinie fizyki z roku 1973 (wraz z Esakim i Giaeverem) za swoją pracę nad teorią nadprzewodnictwa, w szczególności za odkrycie tzw. efektu Josephsona, wybrany do Royal Society w roku 1970.

## Życiorys
Studiował w Trinity College na Uniwersytecie Cambridge. Został następnie profesorem tego kolegium.
W następnych latach stał się postacią kontrowersyjną, wspierając badania zjawisk parapsychologicznych, homeopatii i zimnej fuzji. W roku 1978 zorganizował w Cambridge, wspólnie z V.S. Ramachandranem, międzynarodowe sympozjum nt. Consciousness and the Physical World.
Jego zdaniem mottem każdego naukowca powinno być „nigdy nie wierz nikomu na słowo” (nullius in verba). Jego zdaniem ma to także oznaczać, że nawet jeżeli wszyscy naukowcy solidarnie odrzucą dany pomysł jako absurdalny, to każdy zainteresowany tą sprawą powinien sam ją zbadać i dopiero wtedy wyrazić o niej swoją opinię.
Odszedł na emeryturę w roku 2007.